# Campeonato Mundial de Ginástica Artística de 2013 - Cavalo com alças masculino
A competição do cavalo com alças masculino do Campeonato Mundial de Ginástica Artística de 2013 foi sua final disputada no dia 5 de outubro. A qualificatória que definiu os ginastas finalistas foi disputada em 30 de setembro e 1 de outubro

## Medalhistas
| Ouro  | JPN Kohei Kameyama |
| Prata | GBR Max Whitlock   |
| Prata | MEX Daniel Corral  |

## Resultados

### Qualificatória
Esses são os resultados da qualificatória.
| Pos. | Ginasta                   | Total  | Nota |
| ---- | ------------------------- | ------ | ---- |
| 1    | ITA Alberto Busnari       | 15,633 | Q    |
| 2    | MEX Daniel Corral         | 15,600 | Q    |
| 3    | CHN Zhang Hongtao         | 15,541 | Q    |
| 4    | CRO Robert Seligman       | 15,500 | Q    |
| 5    | HUN Matvei Petrov         | 15,500 | Q    |
| 6    | AUS Prashanth Sellathurai | 15,416 | Q    |
| 7    | GBR Max Whitlock          | 15,408 | Q    |
| 8    | JPN Kohei Kameyama        | 15,400 | Q    |
| 9    | ARM Harutyum Merdinyan    | 15,333 | R    |
| 10   | JPN Kohei Uchimura        | 15,133 | R    |
| 11   | SLO Saso Bertoncelj       | 15,066 | R    |

- Q - qualificado para a final
- R - reserva

### Final
Esses são os resultados da final.
| Pos. | Ginasta                   | Nota D | Nota E | Pen. | Total  |
| ---- | ------------------------- | ------ | ------ | ---- | ------ |
|      | JPN Kohei Kameyama        | 6,900  | 8,933  |      | 15,833 |
|      | GBR Max Whitlock          | 7,200  | 8,433  |      | 15,633 |
|      | MEX Daniel Corral         | 6,800  | 8,833  |      | 15,633 |
| 4    | CHN Zhang Hongtao         | 6,600  | 9,000  |      | 15,600 |
| 4    | ITA Alberto Busnari       | 7,100  | 8,500  |      | 15,600 |
| 6    | CRO Robert Seligman       | 6,400  | 9,033  |      | 15,433 |
| 7    | BUL Matvei Petrov         | 6,700  | 8,716  |      | 15,416 |
| 8    | AUS Prashanth Sellathurai | 6,600  | 7,433  |      | 14,033 |